# コガネネコノメソウ
コガネネコノメソウ（黄金猫の目草、学名：Chrysosplenium pilosum Maxim. var. sphaerospermum (Maxim.) H.Hara）は、ユキノシタ科ネコノメソウ属に分類される多年草の1種。別名が、コガネネコノメとオオコガネネコノメソウ。

## 特徴
根生葉は花時には枯れる。走出枝は花の後によく発達し、白色の軟毛を密生する。葉は対生し、円状扇形（長さ 3-15mm、幅3-17 mm）で表面に粗毛たあり、縁に5-10個の鋭い鋸歯がある。葉柄は長さ2-10 mmであ、有毛または無毛。花茎は高さ4-10 cm、暗紫色を帯び、白毛を散生し、先端に黄色いの花を密につける。茎葉は1対で小型。花は直径2-4.5 mm、中央のもの以外は無柄。花期は4-5月。花弁状の萼片は4個、鮮やかな黄色または黄緑色で直立し、卵円形または広卵形、先端は円形、長さ1.5-3 mm、花が終わると緑色となる。雄蕊は8個で萼片より短い。裂開直前の葯は鮮黄色となる。子房中位となる。花柱は長さ約0.8 mmで、萼裂片より短く直立する。蒴果は斜開し、2個の心皮は同長。種子は長さ0.6-0.7 mmの楕円形。

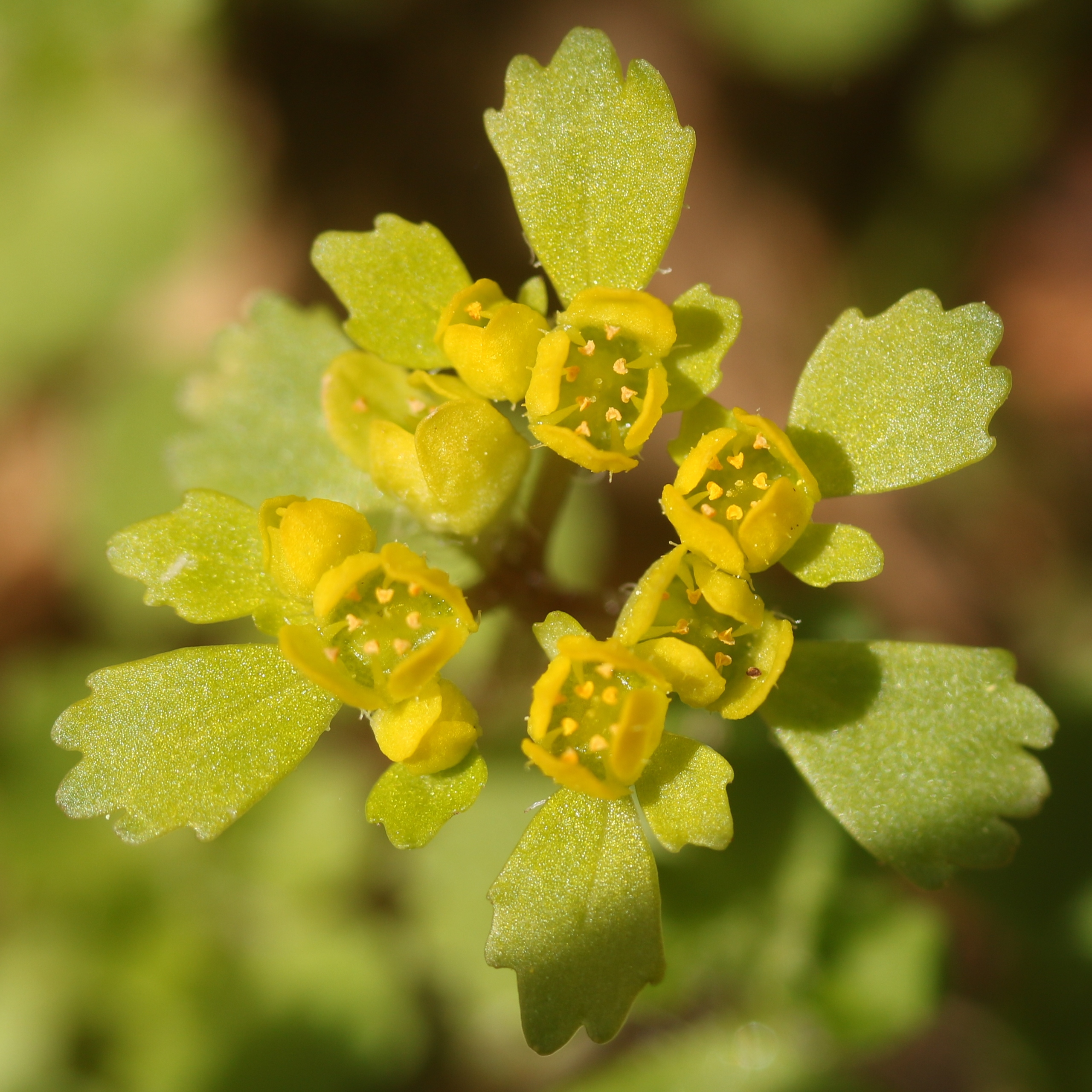
鮮やかな黄色の花、雄蕊は8個
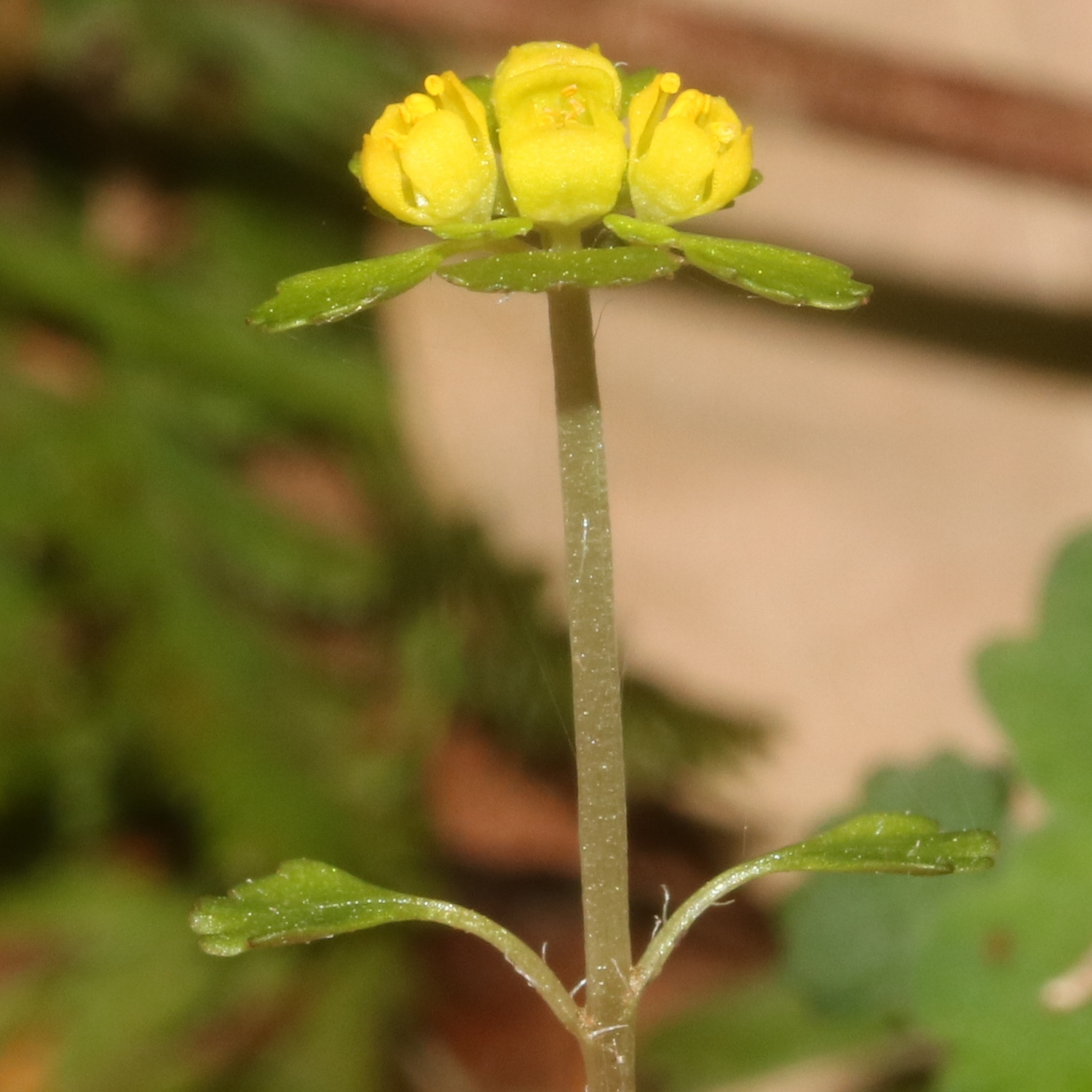
茎葉は1対で小型
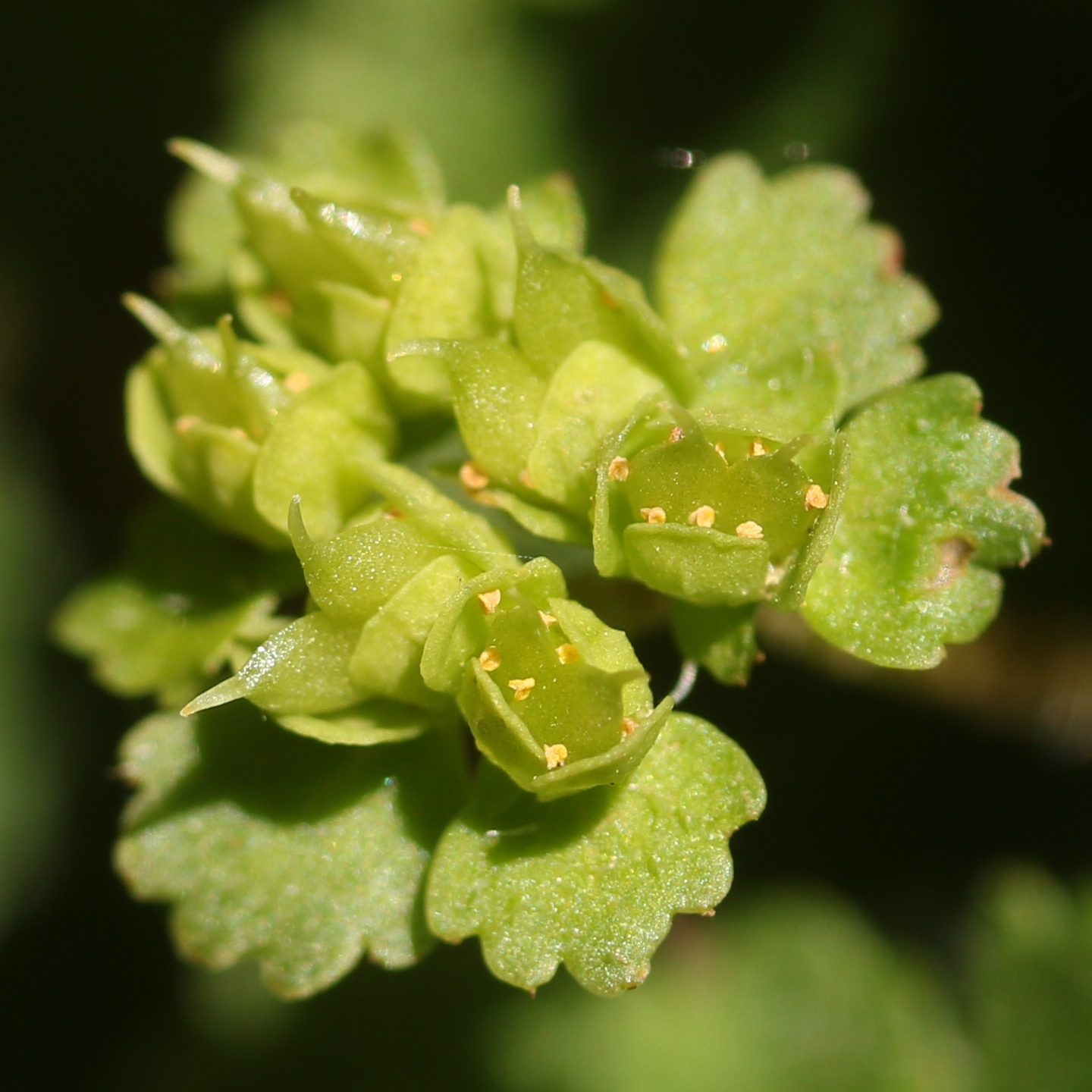
蒴果は斜開する

## 分布と生育環境

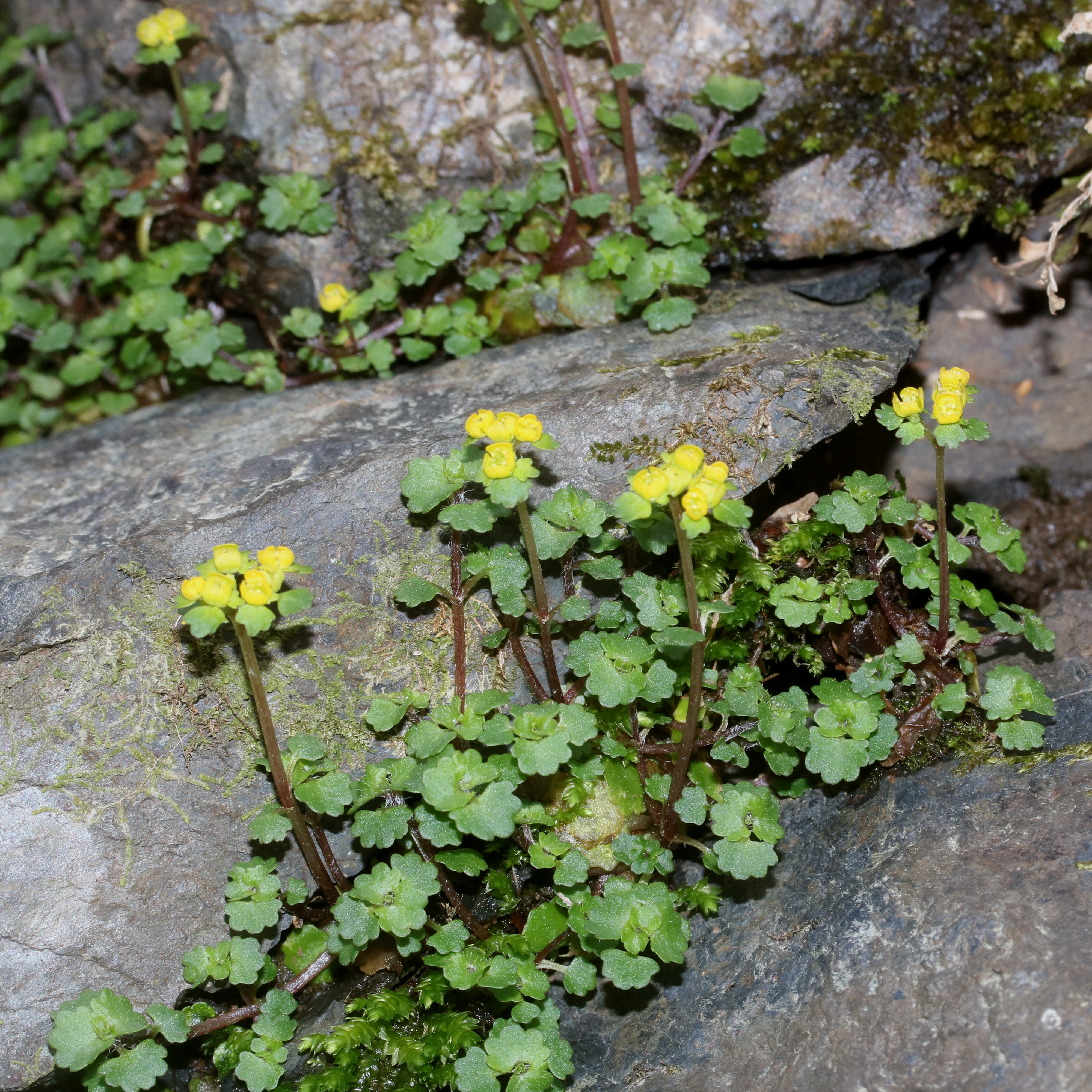
山地の沢沿いの陰湿地に生育するコガネネコノメソウ

ロシア（アムール、ウスリー）、中国東北部、朝鮮半島と日本に分布する。
日本では本州（関東地方以西）、四国、九州に分布する。
山地の沢沿いの陰湿地に生育する。

## 種の保全状況評価
日本では多数の都道府県で、レッドリストの指定を受けている。
具体的には、神奈川県、山梨県、徳島県では「絶滅危惧Ⅰ類」、和歌山県、山口県では「絶滅危惧Ⅱ類」、滋賀県、京都府、大阪府、兵庫県、奈良県、岡山県、では「準絶滅危惧」に指定されている。また、福島県では「情報不足」、福井県では「要注目」に指定されている。